# Polydactylus bifurcus
Polydactylus bifurcus és una espècie de peix pertanyent a la família dels polinèmids.

## Descripció
- Pot arribar a fer 27 cm de llargària màxima.
- Cos amb 8 ratlles tènues al llarg de les fileres d'escates longitudinals que té al damunt de la línia lateral.
- 9 espines i 13 radis tous a l'aleta dorsal i 3 espines i 11 radis tous a l'anal.
- 5 filaments pectorals.
- La segona espina de l'aleta dorsal és molt forta i fa 2,5 vegades l'amplada de la tercera espina.
- La línia lateral es bifurca a la base de l'aleta caudal i s'estén als marges posteriors dels lòbuls superior i inferior de l'esmentada aleta.[5][6][7]

## Hàbitat
És un peix marí, demersal i de clima tropical (2°N-9°S, 96°E-117°E) que viu fins als 2 m de fondària.

## Distribució geogràfica
Es troba a l'Índic oriental: Indonèsia.

## Observacions
És inofensiu per als humans.